# Mezinárodní letiště Samui
Mezinárodní letiště Samui (IATA: USM, ICAO: VTSM) je letiště, které se nachází 2 km severně od městečka Chaweng na ostrovech Ko Samui.

## Historie
Letiště se začalo stavět v roce 1982, otevřeno bylo v roce 1989. Letiště je unikátní v tom, že nemá žádný uzavřený terminál. Byly zde postaveny dva terminály – domácí a mezinárodní. Oba jsou zpracovány v thajském stylu. Mezinárodní terminál má příjemný salonek na posezení s barem, je zde 10 odbavovacích stolků, půjčovna aut a banka. Poblíž letiště je luxusní hotel.
Všechny lety jsou z moderně vybavené kontrolní věže naváděny na jednu vzletovou a přistávací dráhu, která je dostatečně osvětlena. Pojezdové dráhy zde nejsou, všechna letadla, které přistanou, směřují po hlavní ranveji rovnou na letecké parkoviště.
Většina letů je provozována společností Bangkok Airways, Thai Airways zahájily svou činnost na letišti v roce 2007.

## Galerie

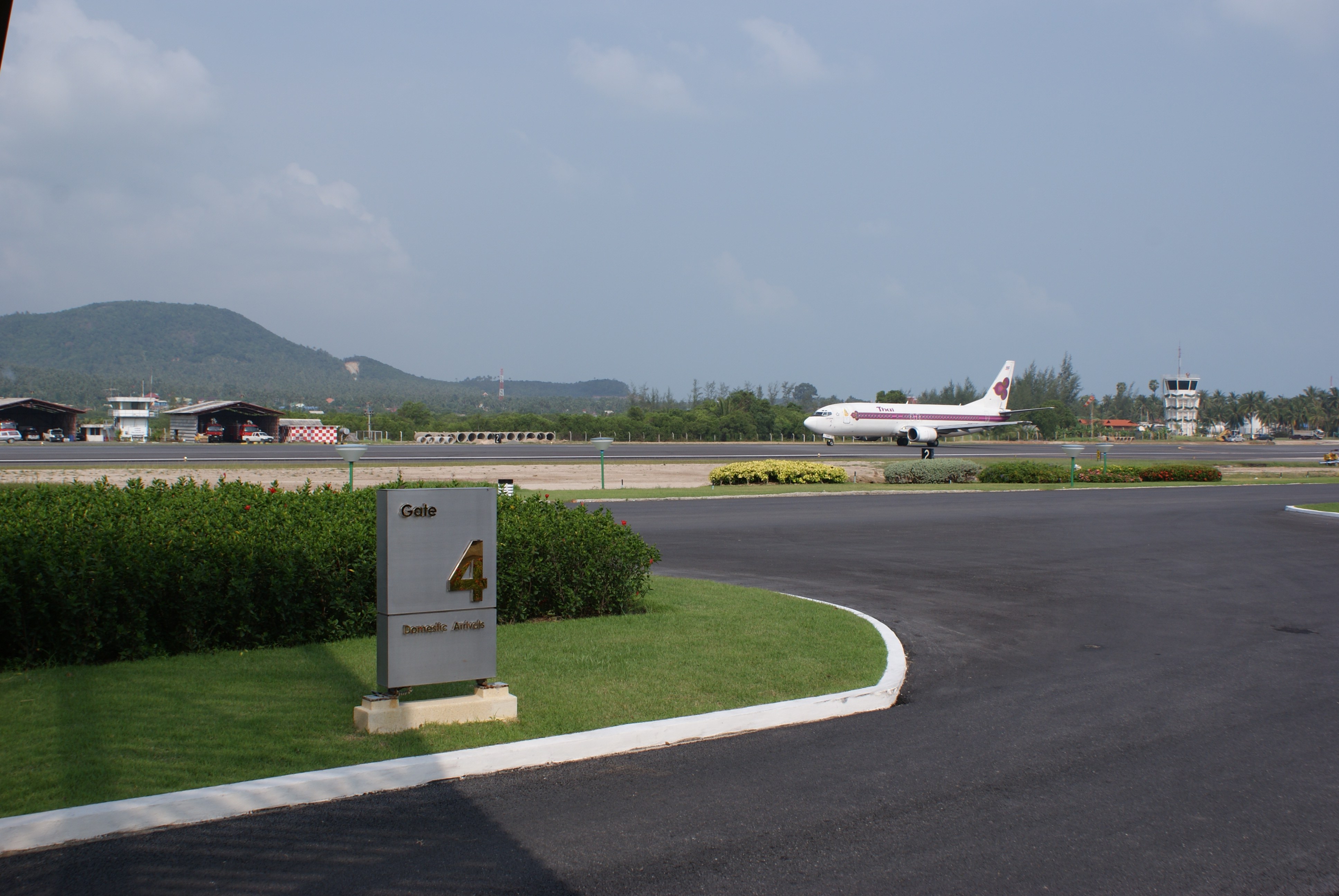
Jediná ranvej letiště
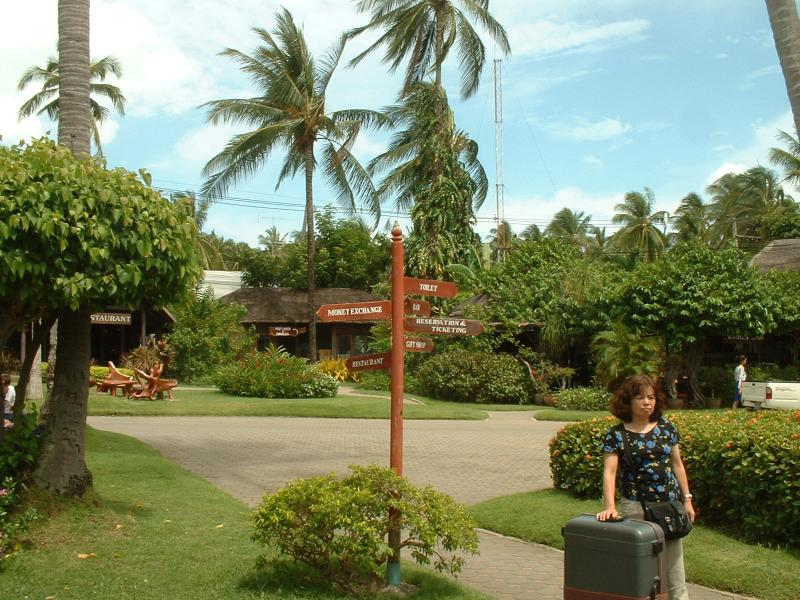
Mezinárodní letiště Ko Samui
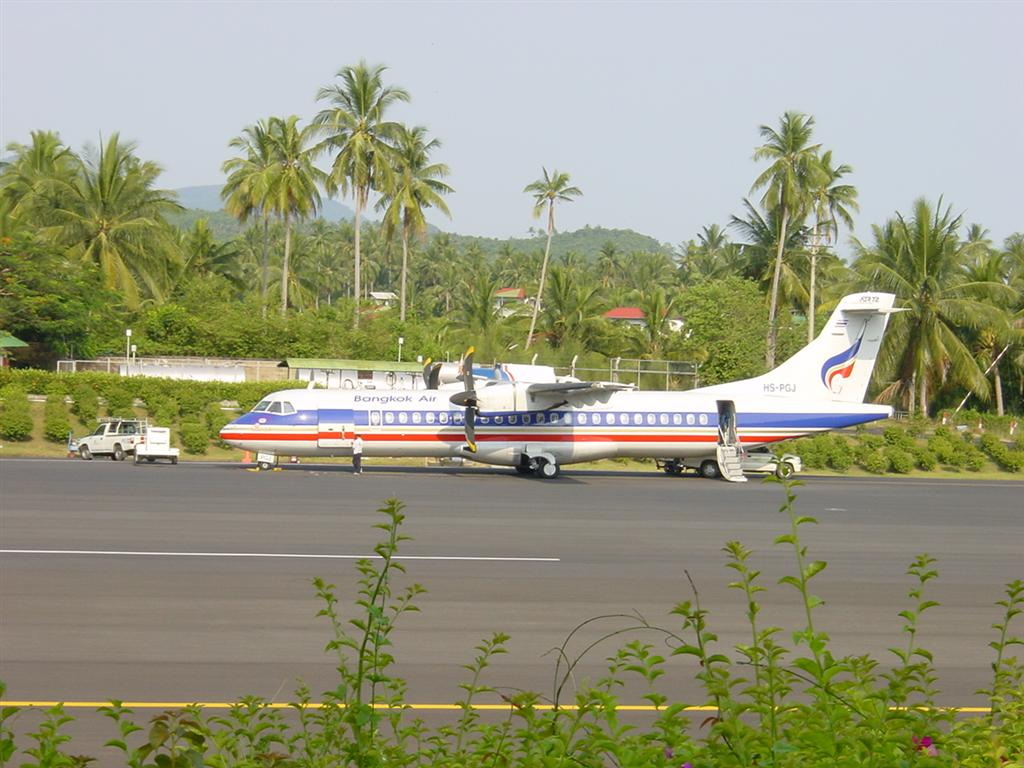
Letoun společnosti Bangkok Airways na letišti Ko Samui